# Fallmaul
Fallmaul bezeichnet in der Sprengtechnik jene Lücke, die bei der Sprengung von Türmen oder anderen hohen Gebäuden zuerst in das Gebäude gesprengt werden muss, damit diese in die dadurch festgelegte Richtung – beispielsweise in ein Fallbett – fallen.
Bei Türmen oder Kaminen werden 55 % des Umfangs durch die Sprengung herausgenommen. Dies geschieht durch Verwendung von Sprengzündern, indem das Fallmaul von der Mitte nach außen aufgesprengt wird. Auf den verbleibenden 45 % des Umfangs kann das Gebäude nicht mehr stehen, so dass es über die Kippkante einstürzt.